# Ясен однолистий плакучої форми
«Ясен однолистий плакучої форми» — ботанічна пам'ятка природи місцевого значення в Україні. Пам'ятка природи розташована на території Тернопільського району Тернопільської області, с. Мшанець, неподалік садиби СПП, біля дороги.
Площа — 0,01 га, статус отриманий у 1977 році.